# Karl Lütge (Kirchenmusiker)
Karl Lütge (* 16. März 1875 in Ahstedt bei Hildesheim, heute zu Schellerten; † 15. Oktober 1967 in Korbach) war ein deutscher Lehrer und Kirchenmusiker.

## Leben
Karl Lütge studierte bis 1902 am Institut für Kirchenmusik in Berlin. Er war Mitarbeiter am Kaiserliederbuch – Volksliedsammlungen für Männerchor, gemischten Chor und für die Jugend. 1908 wurde er Chorleiter des Zwölf-Apostel-Chores in Berlin-Schöneberg, 1910 übernahm er auch das Amt des Organisten an der Zwölf-Apostel-Kirche und übte beide Tätigkeiten bis 1945 aus. Nach 1945 kehrte er in sein Heimatdorf Ahstedt zurück und versah im Nachbarort Garmissen noch bis 1955 den Organistendienst.
Zum Reformationsgedenkjahr 1917 gab er zwei Liedblätter heraus, von denen eines zwei Liedsätze auf den Luther-Text Die beste Zeit im Jahr ist mein enthält, dessen Melodie Lütge unter Verwendung älterer Vorlagen verfasste. Dieses Lied wurde in viele Liederbücher der Jugend- und Singbewegung aufgenommen und steht heute unter der Nummer 319 im Evangelischen Gesangbuch.